# CBミラフローレス
CBミラフローレス (スペイン語: Club Baloncesto Miraflores S.A.D.) は、スペイン・カスティーリャ・イ・レオン州ブルゴス県ブルゴスに本拠地を置くバスケットボールチーム。2023-2024シーズンはLEBオロに所属している。ホームアリーナはコリセウム・ブルゴス。

## 歴史
1994年に設立されてからしばらくはアマチュアクラブだったが、2015年8月には株式会社を設立してプロクラブとなった。2015-16シーズンには初めてLEBオロ（2部）でプレーし、2016-17シーズンには2位となってリーガACB（1部）に初昇格した。2015年から2017年までは2,500人収容のポリデポルティーボ・エル・プランティオをホームアリーナとしていたが、2017年には9,500人収容のコリセウム・ブルゴスに移った。コリセウム・ブルゴスはもともと闘牛場として建設された屋内アリーナである。

## スポンサー名称
- 2015-2017 サン・パブロ・インモビリアリア・ブルゴス
- 2017-2020 現在 サン・パブロ・ブルゴス

## ヘッドコーチ
- 2015  アンドレウ・カサデバイ
- 2015-2019  ディエゴ・エピファニオ
- 2019-2021  ジョアン・ペニャロージャ
- 2021  ザン・タバック
- 2021-2022  サルバ・マルドナド
- 2022-2024  フランシスコ・オルモス・エルナンデス
- 2024-  ホセ・ラモン・クスピネラ

## 成績
| シーズン | 部  | リーグ    | 順位 | 勝敗  | コパ・デル・レイ | その他大会 | その他大会 |
| -------- | --- | --------- | ---- | ----- | ---------------- | ---------- | ---------- |
| 2015–16  | 2部 | LEBオロ   | 4位  | 22–17 |                  |            |            |
| 2016–17  | 2部 | LEBオロ   | 2位  | 33–10 |                  |            |            |
| 2017–18  | 1部 | リーガACB | 14位 | 13–21 |                  |            |            |
| 2018–19  | 1部 | リーガACB | 11位 | 15–19 |                  |            |            |

## 歴代所属選手
- アール・クラーク 2019-2020
- J・P・トコト 2019-2020
- ケネス・ホートン 2020-2021
- タイラス・マギー 2021-2022
- ジュリアン・ギャンブル 2021-2022
- ジャレル・エディ 2022
- スイレマン・ブレイモー 2021
- デオン・トンプソン
- セバスチャン・サイズ
- ミケル・サルボ 2019-2021
- シャビエル・ラバセダ 2020-2022
- ダニエル・ディエス 2021-2022
- マルク・ガルシア 2021-2022
- サド・マクファデン 2019-2021
- アレックス・レンフロー 2020-2022
- オマール・クック 2020-2021
- アレクセイ・ニコリッチ 2021-2022
- アウグスト・リマ 2018-2020
- ヴィトール・ベニット 2018-2022
- ブルーノ・フィティパルド 2018-2020
- ジャシエル・リベロ 2019-2021
- マクシム・サラシュ 2020-2022
- アンソニー・クレモンズ
- ジョーダン・サコー 2020-2021
- タリク・フィリップ 2022

## タイトル
- インターコンチネンタルカップ
  - 2021
- バスケットボール・チャンピオンズリーグ
  - 2019-2020, 2020-2021
- コパ・カスティーリャ・イ・レオン: (3)
  - 2016, 2017, 2018